# Hotel Senacki w Krakowie
Hotel Senacki – hotel znajdujący się w Krakowie, przy ulicy Grodzkiej 51. 
Hotel mieści się w kamienicy będącej obiektem zabytkowym pochodzącym z XVI wieku. Początkowo był to jednokondygnacyjny budynek, dopiero z upływem lat dobudowywano wyższe kondygnacje. Fasada budynku pochodzi z XIX wieku co widoczne jest w zdobieniach wokół framug okiennych i ornamentach kwiatowych. 
W podziemiach hotelu znajdował się średniowieczny magazyn beczek z winem i miodem królewskim. Piwnice służyły niegdyś za kramy handlowe, a obecnie zostały podzielona na pięć sal restauracyjnych.
Hotel posiada 20 pokoi standardowych i 2 pokoje typu LUX. Znajduje się w nim również restauracja i kawiarnia-pub.